# Giancarlo Judica Cordiglia
Giancarlo Judica Cordiglia (nacido el 30 de septiembre de 1971) es un actor y actor de voz italiano de cine, y televisión. Nació en San Maurizio Canavese, Piamonte, Italia. En Italia es muy famoso por el papel de Gnomo Ronfo en el programa Melevisione en Raitre.